# For Lady
For Lady — дебютний студійний альбом американського джазового корнетиста Вебстера Янга, випущений у 1957 році лейблом Prestige.

## Опис
Свій єдиний альбом, записаний у ролі соліста, трубач Вебстер Янг присвятив співачці Біллі Холідей. У записі взяли участь тенор-саксофоніст Пол Квінішетт, гітарист Джо Пума, піаніст Мел Волдрон, контрабасист Ерл Мей і ударник Ед Тігпен.
Альбом включає 6 композицій, п'ять з яких пов'язані з Біллі Холідей, і один оригінал Янга.

## Список композицій
1. «The Lady» (Вебстер Янг) — 7:00
2. «God Bless the Child» (Біллі Холідей, Артур Герцог, мол.) — 7:05
3. «Moanin' Low» (Говард Дітц, Райльф Рейнджер) — 7:42
4. «Good Morning Heartache» (Ервін Дрейк, Ден Фішер, Айрін Хіггінботем) — 8:54
5. «Don't Explain» (Біллі Холідей, Артур Герцог, мол.) — 7:10
6. «Strange Fruit» (Абел Міропол) — 4:18

## Учасники запису
- Вебстер Янг — корнет
- Пол Квінішетт — тенор-саксофон
- Мел Волдрон — фортепіано
- Джо Пума — гітара
- Ерл Мей — контрабас
- Ед Тігпен — ударні

Технічний персонал
- Боб Вейнсток — продюсер
- Рід Майлз — дизайн обкладинки
- Ед Едвардс — фотографія обкладинки
- Айра Гітлер — текст